# ۸ فروردین
۸ فروردین هشتمین روز از سال در گاه‌شماری خورشیدی است. به پایان سال ۳۵۷ روز (۳۵۸ روز در سال کبیسه) مانده‌است.

## رویدادها
- ۲۷۲ - زمین‌لرزه ۲۷۲ اردبیل
- ۱۳۶۰ - ترور نافرجام عبدالرحیم ربانی شیرازی توسط گروه فرقان
- ۱۳۸۵ - حادثه سقوط ۸ فروردین ۱۳۸۵ هواگرد باری آنتونوف ای‌ان-۱۲
- ۱۳۸۸ - رقابت ۸ فروردین ۱۳۸۸ تیم ملی فوتبال ایران با تیم ملی فوتبال عربستان در مرحله مقدماتی جام جهانی فوتبال ۲۰۱۰ (آسیا)
- ۱۳۹۶ - رقابت ۸ فروردین ۱۳۹۶ تیم ملی فوتبال ایران با تیم ملی فوتبال چین در مرحله مقدماتی جام جهانی فوتبال ۲۰۱۸ (آسیا)

## زادروزها
- ۱۳۰۹ - ناصر ملک‌مطیعی، بازیگر و کارگردان سینما و تلویزیون (درگذشته ۴ خرداد ۱۳۹۷)
- ۱۳۱۷ - حبیب لاجوردی، مدیر پروژه تاریخ شفاهی ایران در مرکز پژوهش‌های خاورمیانه دانشگاه هاروارد (درگذشته ۳ مرداد ۱۴۰۰)
- ۱۳۱۸ -منوچهر اسماعیلی، دوبلور و مدیر دوبلاژ
- ۱۳۲۱ - محمد حاج‌حسینی، بازیگر سینما و تلویزیون اهل ایران
- ۱۳۲۴ - محمد نوژه، سرگرد خلبان اف-۴ فانتوم ۲ نیروی هوایی ارتش جمهوری اسلامی ایران (درگذشته ۲۵ مرداد ۱۳۵۸)
- ۱۳۲۸ - داوود بهبودی، خواننده، آهنگساز و نوازنده گیتار ایرانی و خواننده موسیقی پاپ
- ۱۳۳۰ - عبدالباری گوزل، تاجر ایرانی‌تبار ساکن جمهوری آذربایجان
- ۱۳۳۳ - اسحاق لاریان، میلیاردر ایرانی-آمریکایی و بنیانگذار و مدیر ارشد اجرایی ام‌جی‌ای انترتینمنت
- ۱۳۳۴ - علی‌رضا شجاع‌نوری، بازیگر و تهیه‌کننده اهل ایران
- ۱۳۴۲ - علیرضا نوری، نماینده اصلاح طلب مردم تهران در مجلس ششم، عضو جبهه مشارکت و پزشک جراح (درگذشته ۸ آبان ۱۳۸۱)
- ۱۳۴۴ - سید محمود نبویان، نماینده منتخب دوره یازدهم مجلس شورای اسلامی از حوزه انتخابیه تهران، ری، شمیرانات، اسلامشهر و پردیس، عضو جبهه پایداری و دانشیار گروه فلسفه مؤسسه امام خمینی
- ۱۳۴۹ - علی لک‌پوریان، بازیگر و دستیار صحنه اهل ایران
- ۱۳۵۰ - ساناز سماواتی، هنرپیشه سینما و تلویزیون
- ۱۳۵۲ - سراج‌الدین میردامادی، روزنامه‌نگار و فعال سیاسی اصلاح‌طلب ایرانی

- کوروش همه‌خانی، شاعر کُرد اهل ایران

- ۱۳۵۸ - بهار پارس، هنرپیشه سوئدی، ایرانی‌تبار

- مهدی شیرزاد، فیلمنامه‌نویس اهل ایران

- ۱۳۵۹ - مرتضی محجوب، استاد بزرگ شطرنج، قهرمان ایران و عضو تیم ملی شطرنج جمهوری اسلامی ایران
- ۱۳۶۸ - سمانه چهکندی، بازیکن فوتبال اهل ایران
- ۱۳۷۱ - فاضل اتراچالی، بازیکن کبدی اهل ایران

## درگذشت‌ها
- ۱۳۴۸ - عبدالحسین سپنتا، کارگردان اولین فیلم ناطق ایرانی (زاده ۴ خرداد ۱۲۸۶)
- ۱۳۷۷- سید جواد آل‌علی شاهرودی، از علمای شیعه
- ۱۳۹۰ - محسن دکمه‌چی، از بازاریان شناخته شده بازار تهران (زاده ۱۳۳۷)
- ۱۳۹۱ - میراکبر غفاری قره‌باغ، نماینده دوره اول مجلس شورای اسلامی از شهرستان ارومیه (آذربایجان غربی) (زاده ۱۳۱۵)
- ۱۳۹۳ - حمید مهرآرا، بازیگر تئاتر، سینما و تلویزیون اهل ایران (زاده ۱۳۲۲)
- ۱۴۰۱ - علی رضاقلی، پژوهشگر ایرانی حوزه جامعه‌شناسی و علوم سیاسی (زاده تیرماه ۱۳۲۶)